# Cuttin' In
Cuttin' In est une chanson de Johnny « Guitar » Watson parue en 1961.

## Développement et composition
La chanson a été écrite et composée par Johnny « Guitar » Watson lui-même.

## Liste des titres
Single 7" 45 tours (1961, King Records 45-5579, États-Unis)
1. Cuttin' In (3:03)
2. Broke and Lonely (2:50)[1],[2]